# Bartókova priepasť
Bartókova priepasť (pol. Bartokowa Przepaść) – jaskinia krasowa w Krasie Słowacko-Węgierskim na Słowacji. Głębokość jaskini wynosi 18 m.

## Położenie
Jaskinia znajduje się we wschodniej części Płaskowyżu Pleszywskiego (słow. Plešivská planina), w pobliżu dawnej samotnej zagrody znanej jako Slavský salaš. Otwór wejściowy leży w skalnej depresji na wysokości ok. 660 m n.p.m.

## Geneza – morfologia
Bartókova priepasť jest jaskinią typu szczelinowo-zawaliskowego.

## Znaczenie turystyczne
Jaskinia nie jest udostępniona do zwiedzania turystycznego.